# Goodenia forestii
Goodenia forestii är en tvåhjärtbladig växtart som beskrevs av Ferdinand von Mueller. Goodenia forestii ingår i släktet Goodenia och familjen Goodeniaceae. Inga underarter finns listade i Catalogue of Life.